# Tân Phong, Thạnh Phú
Tân Phong là một xã thuộc huyện Thạnh Phú, tỉnh Bến Tre, Việt Nam.
Xã Tân Phong có diện tích 14,34 km², dân số năm 1999 là 8099 người, mật độ dân số đạt 565 người/km².